# Rehbrauner Dachpilz
Der Rehbraune Dachpilz (Pluteus cervinus, Syn.: Pluteus atricapillus, Pluteus brunneoradiatus, Pluteus exilis var. austriacus), auch Hirschbrauner Dachpilz genannt, ist eine Art aus der Familie der Dachpilzverwandten.

## Merkmale

### Makroskopische Merkmale
Der Hut des Rehbraunen Dachpilzes ist 4 bis 15 Zentimeter breit. Er ist anfangs kegelig-glockig und in diesem Alter oft runzelig. Mit zunehmendem Alter des Pilzes verändert sich die Form des Hutes zu einer gewölbt bis ausgebreiteten Form, die meist flach gebuckelt ist.
Die Hutoberfläche ist glatt bis eingewachsen radialfaserig, manchmal auch etwas schuppig in der Hutmitte. Der Hut ist selten rein weiß (albinotische Formen), sondern meist mittelbraun gefärbt, seltener auch mit braunorangen Tönen oder auch graubraun. Die abgerundeten Lamellen sind schmal angeheftet oder frei und stehen gedrängt zusammen. Sie sind anfangs weißlich und verändern ihre Farbe später zu lachsrosa bis rötlich, ihre Schneide ist fein gesägt. Der zerbrechliche Stiel des Pilzes ist faserig, manchmal nach oben verjüngt und fünf bis zwölf Zentimeter lang und 0,7 bis 2 Zentimeter im Durchmesser. Er ist mit graubraunen bis dunkelbraunen Längsfasern versehen, die auch zu kleinen Schüppchen aggregiert sein können, selten ist der Stiel aber auch glatt. Der Geruch des weichen und weißen Pilzfleisches erinnert an Kartoffelkeller oder Rettiche, der Geschmack ist erst mild und dann leicht bitter. Das Sporenpulver ist graurosa gefärbt.

### Mikroskopische Merkmale
Der Rehbraune Dachpilz besitzt breitelliptische bis elliptische, manchmal median eingeschnürte, aber teils auch subglobose, glatte, etwas dickwandige, inamyloide Sporen, die ca. 6,5–8,5 µm lang und (4,5)5,0–7,0 µm breit werden. Die Basidien sind zylindrisch bis bauchig geformt, 4-sporig meist ohne Basalschnalle. Sie werden 25–38 µm lang und 11–27 µm breit. Es werden keulig-birnenförmige 25–47 × 11–27 µm große Cheilozystiden und dickwandige, an der Spitze mit meist 3 Haken besetzte 60–85 × 13–21 µm Pleurozystiden gefunden, deren Haken nicht dichtotom gegabelt sind. Die Huthautdeckschicht besteht aus parallel liegenden hellbraun pigmentierten Hyphen von 5–10 µm Breite, mit vorstehenden 100–250 µm langen und 8–30 µm starken Hyphenenden. Schnallen fehlen in der Hutdeckschicht vollkommen. Sie treten wenn, dann nur sehr vereinzelt an besonders dünnen Hyphen der Lamellentrama und an der Basis von Basidien und Zystiden auf.

## Artabgrenzung in Europa
Die Artabgrenzung wird gemäß der monographischen Studie von Justo et al. (2014) dargestellt.
Der Rehbraunen Dachpilz ist Teil eines holarktisch verbreiteten Artenaggregats, welches im Moment aus 25 Arten besteht, von denen 13 Arten in Europa vorkommen. Alle diese Arten besitzen die auffälligen, dickwandigen, mit apikalen Auswüchsen und Haken versehenen Cheilocystiden, die auch der Rehbraune Dachpilz zeigt. Lässt man alle hellhütigen Arten außer Acht, da diese (abgesehen von Albinos des Rehbraunen Dachpilzes) makroskopisch leicht zu unterscheiden sind, bleiben folgende, ebenfalls braunhütige Arten als Verwechslungspartner übrig:
- Pluteus alniphilus
- Pluteus atromarginatus
- Pluteus brunneidiscus
- Pluteus hongoi
- Pluteus kovalenkoi
- Pluteus pouzarianus
- Pluteus primus
- Pluteus rangifer

Diese Arten lassen sich einzelnen Kladen zuordnen:
Der Schwarzschneidige Dachpilz (Pluteus atromarginatus) als einziger europäischer Vertreter der atromarginatus-Klade lässt sich leicht durch seine dunklen Lamellenschneiden makroskopisch erkennen und bestimmen.
Die Arten der brunneidiscus-Klade (in Europa nur Pluteus brunneodiscus und Pluteus kovalenkoi) besiedeln zwar wie der Rehbraune Dachpilz zumeist Laubholz, haben aber ebenfalls Schnallen in der Hutdeckschicht und sind dadurch ebenfalls vom Rehbraunen Dachpilz unterscheidbar.
Die Arten der pouzarianus-Klade (in Europa nur Pluteus pouzarianus und Pluteus primus) lassen sich mit Hilfe eines Mikroskops leicht durch deren in der Hutdeckschicht regelmäßig vorkommenden Schnallen abgrenzen. Zudem kommen diese Arten nur auf Nadelholz vor.
Schwieriger ist die Artunterscheidung innerhalb der cervinus-Klade (in Europa neben dem Rehbraunen Dachpilz noch Pluteus alniphilus, Pluteus hongoi und Pluteus rangifer), da die Vertreter auf Laubholz vorkommen und zudem – mit der Ausnahme von Pluteus alniphilus – keine Schnallen aufweisen. Insofern bleiben bei braunhütigen, schnallenlosen Artan auf Laubholz noch Pluteus hongoi und Pluteus rangifer übrig.
Pluteus rangifer ist allerdings mit klassischen Methoden nicht sicher vom Rehbraunen Dachpilz unterscheidbar. Einzig die manchmal dunklere Hutfärbung und ein deutlicher, schwarz geschuppter Stiel sind Hinweise auf diese Art. Nach derzeitigem Kenntnisstand ist Pluteus rangifer aber nur boreal verbreitet. Sein Areal reicht von Finnland über Karelien und Sibirien bis in den Fernen Osten und nach Japan. Mitteleuropäische Nachweise gibt es bislang nicht. In den Arealen, in denen beide Arten vorkommen, so z. B. in Zentralsibirien, ist die Unterscheidung entsprechend aufwendig und sollte genetisch abgesichert werden.
Pluteus hongoi lässt sich ebenfalls nicht immer sicher mit klassischen Methoden vom Rehbraunen Dachpilz unterscheiden. Da sich die Areale beider Arten auch in Mitteleuropa überschneiden, erschwert das die eindeutige Bestimmung des Rehbraunen Dachpilzes. Typische Kollektionen von Pluteus hongoi lassen sich recht leicht bestimmen: Der Hut ist blasser als beim Rehbraunen Dachpilz, dem Stiel fehlen die typischen dunklen Längsfasern bzw. sie sind nur schwach ausgeprägt. Zudem sind die Haken der Cheilozystiden gerne gegabelt. Dennoch gibt es einzelne Kollektionen, die sich gar nicht vom Rehbraunen Dachpilz abtrennen lassen, da all die genannten Merkmale sehr variabel sind – zumal beispielsweise auch der Rehbraune Dachpilz einen glatten Stiel haben kann. Aus diesem Grund lässt sich der Rehbraune Dachpilz im Moment auf Artebene nur sicher mit Hilfe genetischer Methoden (DNA-Sequenzierung) bestimmen.

## Ökologie
Der Rehbraune Dachpilz ist ein saprobiontischer Laubholzbewohner, der nur sehr selten an Nadelholz zu finden ist. Als Substrat bevorzugt er Ahorn-, Birken-, Buchen- und Eichenholz. Er besiedelt morsche Stümpfe, Strünke, gefällte Baumstämme, stärkere Äste und freiliegende Wurzeln in der Final- und späten Optimalphase der Vermorschung. Wenn vergrabene oder mit Erde bedeckte Äste besiedelt werden, kann oft nicht unmittelbar auf einen holzzersetzenden Pilz geschlossen werden. Die Fruchtkörper "bohren" sich dann spiralförmig an die Oberfläche. Der Rehbraune Dachpilz kommt in Mitteleuropa in allen Waldtypen sowie in Forsten, Plantagen und Parks vor, wenn geeignetes Substrat zur Verfügung steht. Eine Bevorzugung bestimmter Bodentypen findet nicht statt. Auch verrottende Strohhaufen außerhalb von geschlossenen Wäldern können besiedelt werden. Die Fruchtkörper erscheinen auf dem Substrat einzeln bis truppweise, manchmal fast büschelartig, die Hauptfruktifikation findet in Mitteleuropa von Ende April bis Ende November, voreilende oder überständige Exemplare werden auch in den Wintermonaten gefunden.

## Verbreitung
Der Rehbraune Dachpilz kommt in Eurasien und Nordamerika vor. Die Ostgrenze des eurasiatischen Areals ist in Zentralsibirien (Region um Nowosibirsk) erreicht. Ob in Fennoskandien der Rehbraune Dachpilz durch Pluteus rangifer ersetzt wird oder beide auch dort sympatrisch auftreten, muss noch geklärt werden. In Deutschland ist die Art im gesamten Gebiet flächendeckend verbreitet, sie ist fast überall gemein.

## Systematik
Der Dachpilze (Gattung Pluteus) bilden zusammen mit der Gattung Volvopluteus die Familie der Dachpilzverwandten (Pluteaceae), während die Scheidlinge (Gattung Volvariella) anhand genetischer Untersuchungen entgegen traditioneller Einordnung nicht in diesen Verwandtschaftskreis gehört.

## Bedeutung
Der Rehbraune Dachpilz ist essbar. Er kann leicht erdig schmecken.